# Trithemis aconita
Trithemis aconita är en trollsländeart som beskrevs av Maurits Anne Lieftinck 1969. Trithemis aconita ingår i släktet Trithemis och familjen segeltrollsländor. IUCN kategoriserar arten globalt som livskraftig. Inga underarter finns listade i Catalogue of Life.